# Anuga juventa
Anuga juventa är en fjärilsart som beskrevs av Swinhoe 1902. Anuga juventa ingår i släktet Anuga och familjen nattflyn. Inga underarter finns listade i Catalogue of Life.